# NGC 4541
NGC 4541 este o intermediate spiral galaxy⁠(d) situată în constelația Fecioara. A fost descoperită în 1 ianuarie 1786 de către William Herschel. Se află la o distanță de 94,19 de megaparseci de Pământ.